# Міна Біссел
Міна Біссел (англ. Mina J. Bissell, нар. 1940, Тегеран) — ірано-американський біолог, дослідник раку молочної залози. Зокрема, вона вивчила вплив мікросередовища клітини, включаючи її позаклітинний матрикс, на функцію тканин.

## Біографія
Навчалася хімії у Коледжі Брін-Мар і закінчила з відзнакою Гарвард-Радкліффський коледж (бакалавр хімії, 1963). Ступень магістра з бактеріології і біохімії (1965) і доктора філософії з мікробіології і молекулярної генетики (1969) здобула у Гарвардському університеті. В 1969–1970 роках фелло там же, а в 1970–1972 роках — на кафедрі молекулярної біології Каліфорнійського університету в Берклі. З 1972 року співробітниця Національної лабораторії імені Лоуренса в Берклі (з 1977 року старший науковець, з 1988 року директор з клітинної та молекулярної біології, з 1992 року директор з наук про життя, з 2002 року заслужений учений і старший радник директора лабораторії з біології) і з 1979 року викладає в Каліфорнійському університеті в Берклі. Член редколегій Science і Journal of Cell Science тощо, входить до консультативної ради Integrative Biology.

## Нагороди та визнання
- 1984: Fogarty Fellow
- 1985: Joseph Sadusk Award for Breast Cancer Research (перша нагороджена)
- 1992: Грант Ґуґґенгайма[3]
- 1993: WICB Senior Award[en]
- 1994: Член Американської асоціації сприяння розвитку науки
- 1996: Премія Ернеста Орландо Лоуренса міністерства енергетики США [4]
- 1997: президент Американського товариства клітинної біології[en]
- 1997: Член Медичної академії[en]
- 1998: Mellon Award, Піттсбурзький університет
- 1999: AACR GHA Clowes Memorial Award
- 2001: Почесний доктор паризького Університету П'єра і Марії Кюрі
- 2002: Innovator Award in Breast Cancer міністерства оборони США
- 2002: Член Американської академії мистецтв і наук[5]
- 2003: Komen Brinker Award for Scientific Distinction[en]
- 2004: Почесний доктор Копенгагенського університету
- 2004: Discovery Health Channel[en] Medical Honor (серед перших 13 нагороджених)
- 2005: OBER/DOE Distinguished Scientist Fellow in Life Sciences
- 2007: Prix International de l’INSERM[de][6]
- 2007: Pezcoller Foundation-AACR International Award for Cancer Research
- 2007: H. Lee Moffitt Cancer Center[en] Ted Couch Lectureship and Award
- 2007: Член Американського філософського товариства [7]
- 2008: Медаль Пошани Американського онкологічного товариства[en]
- 2008: Innovator Award міністерства оборони США
- 2008: FASEB Excellence in Science Award[en]
- 2008: Mina J. Bissell Award, португальський Університет Порту (заснована на її честь і присуджується у подальшому)
- 2009: NIH MERIT award[en]
- 2009: Rothschild-Yvette Mayent Award, паризький Інститут Кюрі
- 2010: Alexander Bodini Foundation Prize
- 2010: член Національної Академії наук[8]
- 2010: Член Королівського хімічного товариства Великої Британії
- 2011: Susan Bulkeley Butler Leadership Excellence Award, Університет Пердью
- 2011: Breast Cancer Research Foundation[en]’s Jill Rose Award
- 2012: Lifetime Achievement Prize Національної лабораторії імені Лоуренса в Берклі (перший нагороджений)
- 2012: AACR Distinguished Achievement Award in Breast Cancer Research
- 2013: Член Академії Американської асоціації досліджень раку
- 2015: Ernst W. Bertner Memorial Award, Онкологічний центр ім. Андерсона[en]
- 2015: Honorary Medal STS/CCSS
- 2016: Медаль Вілсона[en], найвища нагорода Американської спілки клітинної біології[9][10]
- 2017: AACR Award for Lifetime Achievement in Cancer Research[de][11]
- 2017: асоційований член EMBO
- 2019: Weizmann Women & Science Award[en]
- 2020: Міжнародна премія Гайрднера.[12]